# 鉄道の電化

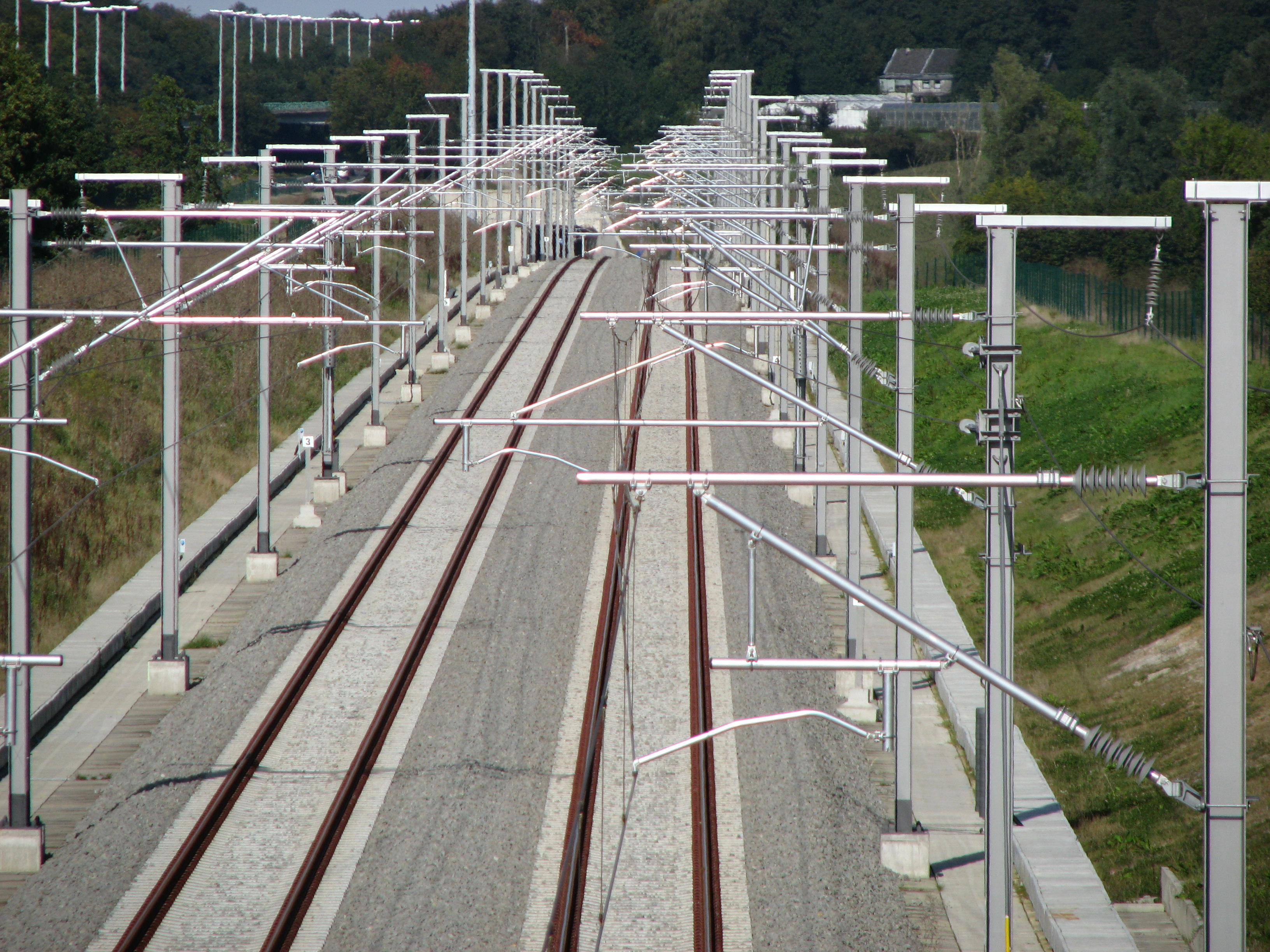
架空電車線方式によって電化された鉄道。架線支持装置が並ぶ。

鉄道の電化（てつどうのでんか）とは、鉄道の動力を電気にすることである。電化された路線では、動力に電気を使用する電気機関車や電車が用いられる。そのため、燃料や水を車両に積載する必要がない。電化方式は世界でいくつかの種類が存在する。
鉄道において電気動力は、蒸気機関や内燃機関に比べエネルギー効率で優れ、速度向上や快適性向上といった輸送サービス改善にも向くが、地上側に数々の電気設備が必要となり、それらの障害による停電には弱い。

## 方式
車両外から電気を取入れるものが一般的で、車両外から電気を送ることを「饋電」（きでん）と呼び、車両側でその電気を取入れることを「集電」（しゅうでん）と呼ぶ。集電方式は架空電車線方式と第三軌条方式の2つに大別される。また、電源の電流は直流を用いるものと交流を用いるものの2種類に分かれる。なお、車両に蓄電池等の電源を搭載するものや、ケーブルカー（鋼索鉄道）・超電導リニアのような車両側に走行用電力が不要なものも存在する。
外部から取入れた電力は、主電動機の種類に応じて車両内で変換した上で使用される。

### 直流饋電・交流饋電
直流饋電
長所
- 複数の鉄道変電所から同時に並列して給電できるので、事故や工事等でも冗長性がある。
- 車両に大型の変圧器を搭載しなくて済むので、構造が簡単で軽く、交流区間を走る車両よりも安価。
- 最近まで主流であった直流整流子電動機がそのまま使用できた。

短所
- 車両側で変圧するには向かないので、電動機の電圧に合わせることが求められるため、高電圧／小電流にはできず、低電圧／大電流では送電ロスが大きくなる。また、送電ロスを減らすために鉄道変電所を10～20km間隔で多く設ける必要がある。
- 大電力を供給できないので、高速鉄道や重貨物列車を走らせる路線には不向き。
- 直流に変換する鉄道変電所は機器が割高になる。

交流饋電
長所
- 変圧器を用いて、主電動機に加える電圧を容易にロスなく制御できる。
- 高電圧／小電流にできるので送電ロスが少なく、大電力が供給でき変電所も30～50km間隔と少なくてすむ。

短所
- 直接饋電方式という単純な交流饋電では、電線からの電磁波によって周囲の通信線へ障害を及ぼす「通信誘導障害」と呼ばれる現象が起きやすい。BT饋電やAT饋電等の工夫が行われる。
- 車両に搭載する機器コストが高額となりやすい。既に直流電化が普及している地域では、交直接続等の維持コストも必要となり、高額となる。そのため直流電化が普及した地域での部分的な交流電化は、全て直流化した時よりも総コストは大きくなる傾向にある。

### 電圧の標準化

ヨーロッパの電化方式の大まかな範囲はこのようになる
直流750V
直流1500V
直流3000V
交流15000V
交流25000V
非電化

もっとも一般的な電圧として、6種類が欧州および国際標準化のために策定されている。この他にも、世界では他の電圧による電化線が多く存在してる。
ヨーロッパ規格(EN)50163と 、国際電気標準会議(IEC)においては、以下が規格化されている。
| Electrification system                             | 電圧        | 電圧      | 電圧    | 電圧      | 電圧        |
| Electrification system                             | 最低 一時的 | 最低 常用 | 通常    | 最大 常用 | 最大 一時的 |
| -------------------------------------------------- | ----------- | --------- | ------- | --------- | ----------- |
| 直流600 V                                          | 400 V       | 400 V     | 600 V   | 720 V     | 800 V       |
| 直流750 V                                          | 500 V       | 500 V     | 750 V   | 900 V     | 1,000 V     |
| 直流1,500 V                                        | 1,000 V     | 1,000 V   | 1,500 V | 1,800 V   | 1,950 V     |
| 直流3 kV                                           | 2 kV        | 2 kV      | 3 kV    | 3.6 kV    | 3.9 kV      |
| 交流15 kV, 16.7 Hz                                 | 11 kV       | 12 kV     | 15 kV   | 17.25 kV  | 18 kV       |
| 交流25 kV, 50 Hz (EN 50163) 及び 60 Hz (IEC 60850) | 17.5 kV     | 19 kV     | 25 kV   | 27.5 kV   | 29 kV       |

## 歴史
元々鉄道は人力若しくは馬力を使ったトロッコのようなものから始まり、その後蒸気機関車開発等もあったが、電気鉄道は1879年にドイツのジーメンスがベルリン博覧会で軌間490mm・総距離300mほどの小さな線路（なお、集電はこの間にある第3軌条から行った）に外部集電で電気を取る機関車を走らせたのが始まりとされる（これ以前にも電気鉄道を考案した人はいたが、いずれも「電気動力車に電池を搭載する」という形式で電池容量に乏しく重量もかさむため実現の日の目を見なかった）。こうした見世物的ではない電車営業運転は、1881年のドイツのベルリンにおける路面電車が最初であったといわれる。
- 1879年：ドイツのシーメンス社がベルリン工業博覧会において試作した電気機関車を披露した[注釈 2]。
- 1881年：ドイツのベルリン郊外で世界初の電車の営業運転が開始された。なお、この頃は振動する電車の車輪にモーターの歯車が外れないように動力を伝達できず、ベルトで回転を伝えていた[6]。
- 1882年8月[8]：イギリスの電気技師マグナス・フォルク（英語版）（「ヴォルク」とも[8]）によって（路面電車ではない）世界初の電気鉄道フォルクズ電気鉄道（ヴォルク電気鉄道[8]）がイギリスの保養地であるブライトンの森で開通した。軌間2ft（約610mm）で路線も短く、全長約400mであった[9]。なお、電圧は160V2線式で電車はベルト駆動。その後1884年4月に825mmに改軌され、路線も1820ｍにまで延長された[8]。
- 1883年10月：オーストリアのウィーンで世界初の架線集電によるModling and Hinterbruhl路面電車が運行を開始した。
- 1888年：米国人フランク・スプレイグがこれ以前に考案した架線から集電できるトロリーポール（1880年）と電動機を床下に備え歯車でずれずに伝達できる吊掛駆動方式（1885年）を使った路面電車をリッチモンドで走らせた[7]
- 1890年：上野公園で開かれた第3回内国勧業博覧会で日本初の電車運転が披露された。同年シティ・アンド・サウス・ロンドン鉄道（イギリス）で世界初の地下鉄電化が行われるが当時は機関車牽引だった[10]。
- 1895年：京都で日本初の電車による営業運転が開始された。同年[注釈 3]、アメリカのボルチモア・アンド・オハイオ鉄道で電気機関車[注釈 4]が3両作成され、ハワードストリートの1マイル以上ある急勾配トンネルに使用された[11]、なおこれが幹線の蒸気鉄道初の電化に成るが、電化区間はこのトンネルの部分のみでここを蒸気機関車ごと牽引した[12]。
- 1897年：イタリアで蓄厚器・650V第三軌条・3000V15Hz三相交流という送電システムを比較し、3000V15Hz三相交流が安全性等から一番優れているとされた。後に1906年にシンプロントンネル（ブリーク－イゼル区間）でこの方式を採用[11]。
- 1899年：スイスのブルグドルフ－トゥーン鉄道の山岳線で世界初の交流電化（三相750V）の営業が開始[13]。
- 1905年：スイスのエーリコン社で単相交流が開発[14]。
- 1911年：日本で碓氷峠が電化された。
- 1913年：スイスでベルン-レッチュベルク-シンプロン鉄道（BLS）が単相交流で1万5千ボルトの高圧による電化に成功[15]（なお、周波数は16と2/3Hzと、一般的な商用周波数50Hｚの1/3だった[16]。）。
- 1915年：アメリカのシカゴ・ミルウォーキー鉄道において直流3000V電化が開始され、1927年までこの方式で区間を広げ当時世界一長大な電化区間となる[17]。
- 1922年：イタリアが直流3000Vを標準方式に置換、三相交流方式の新規電化を停止（三相交流既存区間は続けて使用しており二次大戦後も残存）[17]。
- 1923年：ハンガリーのブダペスト西駅 - ブダケスィ・アラグ駅間で16kV50Hzの商用周波数による単相交流を使う「相変換式交流電気機関車[注釈 5]」の試験運行が開始[18]。
- 1932年：1923年からの実験後ハンガリーのブダペスト - コマロン駅間で16kV50Hzによる「営業運転」が開始[18][16]。
- 1935年：ドイツ南部ヘレンタール線の一部でそれぞれ交流整流子電動機と水銀整流器＋直流電動機を使った電気機関車を比較し、交流2万V50Hzの研究を開始、商用単相交流饋電方式の基盤構築。第二次世界大戦後、フランスがこれらの機関車と設備を接収して国内の交流電化を進める。交流電化ではBT饋電方式からAT饋電方式が主流になる[16]。

## 各国の事例
電化は当初どこでも大都市の交通としての路面電車や地下鉄に採用されており、電気方式は600V直流を送電して軌道上に架線を設ける（路面電車）か軌道の片側に第3レールを設ける（地下鉄）のが一般的だった。このように輸送機関に対する電気の応用は良い成績を示したので次に汽車の電化が問題となるに至った。
20世紀初頭になるとそれまで路面電車に使用されていた500-600Vよりはるかに高圧の交流電流が商用に供給されるようになったが、こうした交流送電における一般の電力の50～60Hzは（当時の）機関車の電動機に使いにくかったので、路面電車などで行われた「電流を変換し直流で使用する」か、3000V15Hzという「比較的電動機に使いやすい低周波数の三相交流を使う」案が生まれたものの、三相交流による交差点の架線複雑化や三相交流電動機が使いにくいが懸念され、ここから交流送電は後にイタリアで見られる「それでも三相交流低周波数を使う」かスイスで新しく見られた「はるかに高電圧（1万5千V）の単相交流を使う」という2案に分かれ、高電圧単相交流はその後ドイツやオーストリアにも普及した。しかしこの単相交流は駆動用に適した交流整流子電動機には商用周波数では整流が困難であったため低周波数の交流を使う（低周波交流饋電方式）必要性があり、このためほかと融通の利かない鉄道独自の電源が必要になるという問題があった。
1910年（明治43年）頃までには（欧州）各国で汽車の電化計画が盛んになったが、煙害根絶目的のために電化したごく一部の地域（サンゴッタルドトンネル等）を除き「石炭の輸入若しくは移入を抑えるため水力等でも得られる電力で鉄道を走らせる」という経済的な目的で始めたので、まず周到に採算性の計算を行ったところ、この時は大半の国で否定的な結論が出ており、後に電化大国になるスイス等でも1912年の調査報告で「いずれの線路でももっと運輸量が増加して施設の利用率が良くなるまでは、電化が利益になる路線はない」と結論を下している。他ヨーロッパ諸国で電化されたのは元々石炭がルール地方から移入して高価だったバイエルン山間部（山の水力発電所近くなので電力は安い）やプロイセンのデッソーからビッターフェルトの試験的な電化区間、スウェーデンの北部線（元々鉄鉱石輸送が盛んで、水力も利用でき、北極圏のため蒸気機関車が不利だった）等ごく僅かであった。
こうした「長距離鉄道の電化は経済的でない」とされた理由には、朝倉希一によると以下のような理由が挙げられている。
- 電力は備蓄できないので、多忙期と閑散期で輸送量が激しく変動する鉄道では電力消費量が大きく変わり、電力荷重として好ましくない。
さらに通常の電力として使われる三相交流は架線が2本必要なので複雑化するので、単相交流を使いたい[注釈 11]がこれでは特別の発電所が必要でほかと融通がない。
- 電気機関車の構造について信用が十分ではない（朝倉自身、日本の例でイギリスから輸入した電気機関車の不具合が電化の遅れにつながったとしている[注釈 12]）。
- 都市近郊なら列車加速度や列車単位増大による輸送量増加を見込めるが、長距離鉄道ではそこまで増発が見込めない。

一方、アメリカでは私鉄各自の判断で大規模な電化に踏み切った物もあり、長距離鉄道の送電に単相交流方式のほかに直流高圧（3000V程度）の送電方式も選ばれ、1913年にこの直流3000V電化方式に成功したシカゴ・ミルウォーキー鉄道は1917年からシカゴからロッキー山脈やシエラネバダ山脈を越える710㎞近くにも及ぶ電化区間（当時世界最長）を設置し、1920年には太平洋岸の350㎞の電化も済ませ、こうした電化で煙からの解放のほかに運転時間20%短縮や回生ブレーキによる山越えのエネルギー回収（20 - 25%ほど）というメリットもあったものの、運転費そのものは蒸気機関車時代の方が安く済んでいたと判明した（鉄道会社の方では多少電力費が高コストになっても電化による乗客数増加等を期待していた）。その後、アメリカ合衆国ではミルウォーキー鉄道のような長距離電化はあまり考えられず、電化区間ごとに機関車をつけ変えていては大変なので、直通できる電気式ディーゼル機関車牽引で通しで走るようになった。
一方、アメリカ以外の各国で鉄道電化が盛んになったのはスイスやイタリア等を除くと1945年以後で、オランダのような殆ど鉄道が壊滅した国では戦争で破壊されたシステム復旧が必要で、他の国でも自国産の動力源を使いたいと考えていたことで電化が大きなうねりとなった。
ヨーロッパでは元々電化が進んでいたイタリアでは戦前から前述の3000V直流饋電を採用して三相交流から徐々に切り替えていたが、戦後、残存三相交流路線を直流3000Vに交換して電化の統一を行うことに決定し、これによってまず戦火にやられた路線が補修時に直流に変更され、次いでモダーヌ－トリノ－ジェノヴァ線、ジェノヴァ - ヴェンティミーリア線、ジェノヴァ－ヴォゲーラ線、ボルツァーノ－ブレンネロ線などが1960年代までに変更された。最後まで三相交流方式が残ったのはピエモンテ州南部の地方路線で1970年代半ばだった。
ドイツは戦争の痛手が大きく、東西分裂等の悪影響もあったが、それでも戦前通り単相交流15000V 16・2/3Hzによる電化を広げていった。
イギリスは自国内に大きな炭鉱があることもあって電化の経済的メリットが薄く、大都市周辺と南部に電化区間が集中し、全体では暫く蒸気機関車時代が続いた後、1955年にディーゼル機関車による動力近代化計画を発表した。
フランスはパリ－リヨン線を1946年に直流1500V電化を行って同国南部の路線にも拡大したが、25000V50Hz電化も検討し始め、1951年のエクスレバン－ラロシュ・シュル・フォロン間48マイル(78㎞)を試験的に電化し、水銀整流器と直流電動機の組み合わせた機関車が成功し、南部（その後もかなり直流1500V）より電化が遅れたフランス北部はこの方式で電化された。世界的に交流電化が広がるきっかけになったのは、この単相商用交流饋電の成功からで、その後全域とまでは行かなくとも新規幹線にこれを採用した国がコンゴ（1952）、ポルトガル（1955）、インド（1958）、イギリス（1959）、ソ連、ハンガリー、中国と次々に現れた（日本も1954年に試験・1957年に営業運転開始を行っている）。

### 日本国外の例

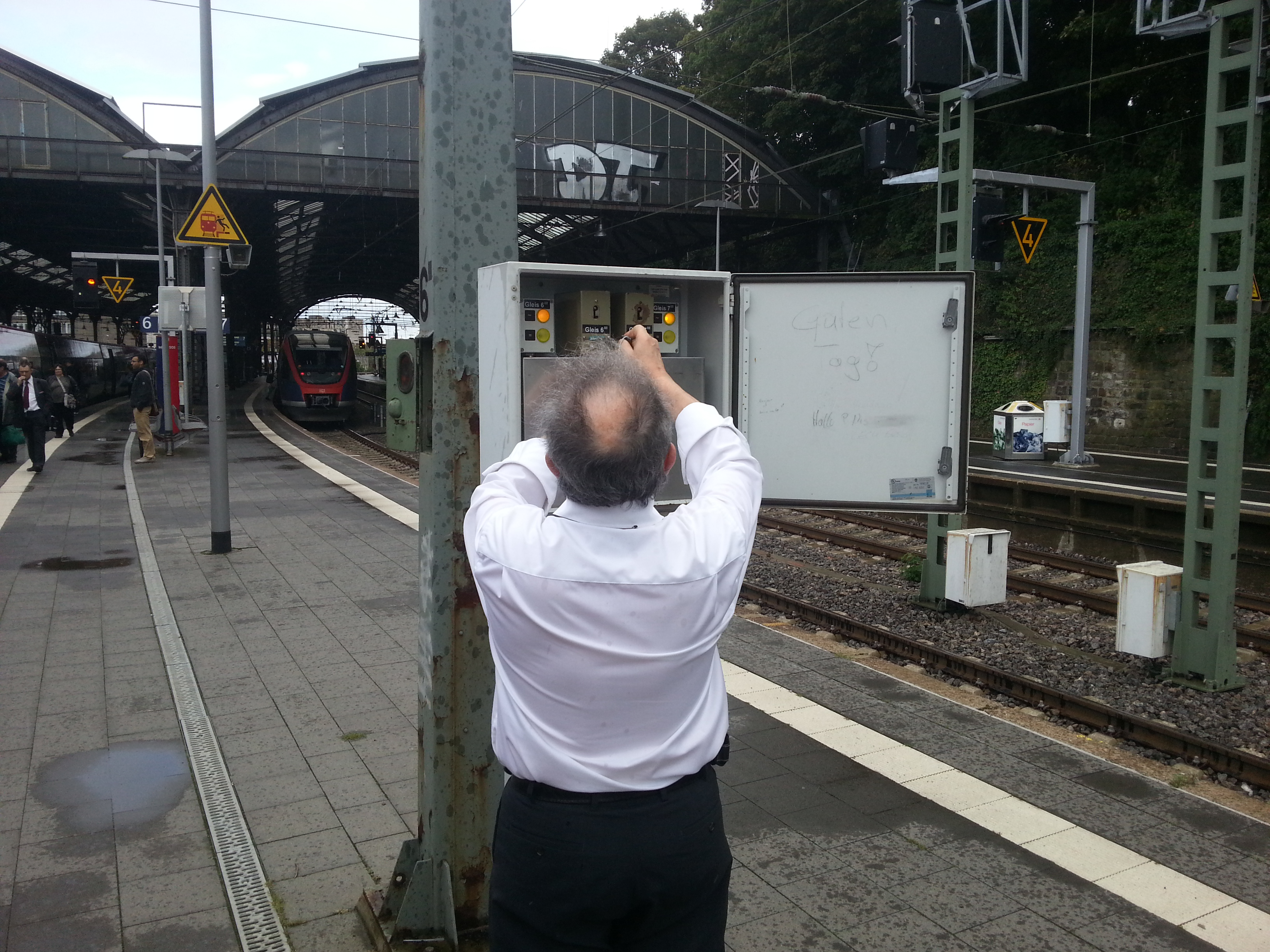
ドイツ・アーヘン中央駅。運転士が架線電圧を交流（ドイツ方式）から直流（ベルギー方式）に手動で切り替えている。

国によって電化時期や経緯が異なるので電圧や（交流の場合）周波数もバラバラであり、ヨーロッパを例に取ると第二次世界大戦前はフランス・オランダ・イギリスは直流1500V、ドイツとスカンディナビア諸国は単相交流1万5千V16.67（16と2/3）Hz、イタリア（三相交流切替後）・ロシア・スペインは直流3000Vを使用し、いずれも専用発電所から送電していることが多かったが、1970年代になると1920年代から研究されていた50Hz単相交流という一般商用周波数を用いた饋電が広がり、イギリス・フランス・トルコ・日本等で新たな電化路線に使用されたが古い方式を残す路線も多かったので場所によっては電気車は3種類又は4種類の電力を使える必要が生じたものもあった。
電化区間自体も国策や資源（電力）事情、産業動向等により、各国での電化率には偏りが見られる。スイス、オランダといった国々が90%を越えるほか、ドイツやフランス、ロシア等のヨーロッパ諸国や、中国、韓国、台湾、日本等の東アジア諸国は50%を越える。北米大陸やオセアニア、東南アジア等は電化率が低い。
スイスなどでは比較的電化費用が安価で石炭産出が少なかったことから比較的早いうちに鉄道路線はほぼ全線が電化されている。アメリカやオーストラリアなどの大陸横断鉄道は電化されていない区間が殆どであるが、ロシアを横断するシベリア鉄道は電化されている。
なお、都市鉄道や地下鉄では電化のデメリットである「高コスト」が輸送量増大が見込めることで打ち消せられるため、全線が電化されているのが原則である。

#### 電化・非電化区間が混在する路線
後述の通り、日本国内で電化・非電化区間が混在する路線は運行系統が途切れて別々の路線として扱われることが多い。例外的に大井川鉄道井川線のように輸送量増大目的ではなく何らかの理由で電気運転をやむを得ず使用する路線では非電化側の列車が直通する場合もある。
諸外国では、様々な方法を使って非電化混在路線での直通運転に対応している。例えばアメリカでペンシルバニア鉄道のワシントン‐ニューヨーク電化以前は、ニューヨーク手前まで来た蒸気機関車の列車がニューヨーク入口のボルティモア・ベルトラインのトンネル（ここのみ電化）だけ蒸気機関車ごと電気機関車が牽引していた事例があった。機関車を交替することで非電化混在路線に対応するケースもある。特にインドなどの国でこのような運転方法がよく見られる。

### 日本
電気軌道では、路面電車系統では1895年（明治28年）に京都市で京都電気鉄道が開通しているが、一般の鉄道では甲武鉄道（現在のJR中央本線）が1904年（明治37年）に飯田町 - 中野間を電化したのが始まりである。当時の電化には、600V（京都電気鉄道などのように500Vの所も一部存在）の直流饋電が採用されていた（というより用いないといけなかった）。甲武鉄道は1906年（明治39年）の鉄道国有法によって国有化され、国営鉄道初の電化区間となった。以降、大正期は山手線等東京都市圏での通勤電車走行を目的に実施され、昭和初期には城東線（現・大阪環状線）等大阪都市圏でも実施された。
一方私鉄では蒸気機関車運行だった南海鉄道（後の南海電気鉄道）が1907年（明治40）年から電化を始め、1911年（明治44年）には60 ㎞以上の区間の電化を完成させるなど国営鉄道より長大な電化区間が誕生し、この時期国営鉄道にもなかった総括制御付きのボギー車（電2形、1909年）や、貫通扉や便所のある電車（電3・電附1形、1911年）導入など、この当時は私鉄の方が電化に関しては先進的な面が強かった。
最も国営鉄道側も手をこまねいていた訳ではなく、1912年（明治45年）に煤煙問題に悩まされていた碓氷峠を電化し、初の電気機関車の導入、1914年（大正3年）には、京浜線（現・京浜東北線）の電車運転開始に際し輸送量増加に伴う電圧降下防止に昇圧されることになり、当時の技術等を考慮した結果、それまでの600Vから1,200V（丁度2倍の電圧なので電動機の直列並列を切替えれば従来の600V区間との直通もできた）が使用され、その後技術向上もあってさらに電圧を上げられるようになり、1922年（大正11年）に出された東海道本線の全線1,500V電化の計画に先立って試験を行い、その結果を私鉄にも公開したところ、同年の大阪鉄道が私鉄で初めて1,500 V直流電源を採用（河内長野駅 - 布忍駅間）し、東海道線電化以後開業の私鉄は基本的に1,500Vを採用するようになり、国営鉄道側も京浜線・中央線・山手線を1931年（昭和6年）までに1,500Vに昇圧した。
この間、1927年（昭和2年）9月26日の東京朝日新聞「近く電化調査員会を設け電化区間の順位決定」という記事によれば、以下の区間が電化候補になったと報じられている。（路線名は出典ママ）
- 中央線 - 甲府 - 下諏訪
- 上越線 - 長岡 - 高崎
- 篠ノ井線 - 松本 - 多治見
- 宮地線 - 肥後大津 - 玉来
- 北陸線 - 柳ヶ瀬 - 今庄
- 高山線 - 高山 - 富山・岐阜 - 高山
- 山陰線 - 豊岡 - 鳥取
- 鹿児島線 - 人吉 - 吉松
- 越美線 - 福井 - 美濃太田
- 東北線 - 郡山 - 福島・福島 - 白石
- 津山線 - 姫路 - 津山
- 因美線 - 鳥取 - 津山
- 奥羽線 - 米沢 - 福島
- 東海道線 - 山北 - 沼津

その後、北陸線米原 - 今庄、奥羽線福島 - 米沢、山陰線鳥取 - 豊岡、東海道山陽線大津 - 明石間電化が昭和4年度予算に必要経費が計上されたが、
浜口雄幸内閣による緊縮財政により各線電化が中止に追込まれてしまった。
時系列的に少し戻るが、昇圧のきっかけとなった東海道本線電化計画は試験機関車が来る前から丹那トンネル開通まで見越して（実際の開通は1934年（昭和9年））東京から国府津まで1,500 Vで直流電化（1925年（大正14年））したが、その後は東海道線電化は一時考えないで大阪付近の輸送量が多い地域の電化や清水トンネル・仙山線といった長大トンネル付近の電化を優先的に行い、手間取っていた丹那トンネルの工事完了後は再び東海道線電化も考えられたが、1937年（昭和12年）に日中戦争が勃発、その先行きも不透明な中1941年（昭和16年）に対米開戦と、日本は戦争へと突き進み、電化工事は戦後まで持ち越されている。
（これら以外では関門トンネル（1941年（昭和16年））、外地の朝鮮総督府鉄道京元本線の福渓 - 高山間（1944年（昭和19年）なども電化）
こうした限られた部位のみの電化は当時の軍部が国営鉄道を建設・運営する鉄道院・鉄道省に対し、戦時に変電所を攻撃されると運転不能になることを理由に、基本的には非電化とすることを主張していたといわれているが、国鉄の技師であった朝倉希一によると電化遅れについては軍隊の話は一切出ず「イギリスから輸入した電気機関車のトラブルとそれに伴う高コストが電化を遅らせた」としている
なお、一から路線を作る予定だった「弾丸列車計画」（後に東海道新幹線として帰結する）でも東京 - 静岡・名古屋 - 姫路の2か所のみを直流3,000Vで電化し、ここ以外は当面非電化による蒸気機関車牽引予定で、そのために大型の蒸気機関車の設計がいくつか行われていた。
この時期は私鉄でも電化工事が進み、1927年には小田原急行鉄道で82km、そして1929年・1930年には関東の東武鉄道と関西の参宮急行電鉄で立て続けに、130kmを超す当時としては異例の長距離電車が運行され、目黒蒲田電鉄・宮城電気鉄道・富山電気鉄道など当初より電気軌道の利便性を兼ね備えた電気鉄道の開業が相次いだ。
（外地も含めると金剛山電気鉄道の鉄原 - 内金剛なども長大電化区間になる）
こうした大手の私鉄と異なり中小私鉄では戦前は電化ではなく内燃動車で効率を上げたところも多かったが、太平洋戦争の影響でガソリン等は配給制（闇市場でも高騰）になったため内燃動車に頼れなくなり、蒸気機関車が復帰を始めるも、戦争末期から石炭も品質が低下し数量確保さえ困難な時代に成ったため、石炭産地の北海道と九州以外の非電化私鉄は燃料の確保に支障をきたすようになった。
これに反し電気事業の進歩は著しく発電力は戦前以上に進んだため、中小私鉄でさえ多少の投資をしてでも電化した方が採算が合うと電化に踏み切ったところが多かった。（特に昭和21年から26年（1946 - 1951年）は電化件数が多く、1946年1月の近江鉄道八日市線から、1951年12月の長岡鉄道（後の越後交通長岡線）の大半まで、（既存電化区間有無に関わらず）一部分の電化や軌道・貨物線も含めると24社もあり、大半は十数km程度の電化だったが、大井川鉄道39.5km、長岡鉄道31.6km（翌年残り2.0kmも電化）と30km以上も一度に電化している鉄道も存在している。）
しかし、その後はドッジ・ラインによる金融引締めが始まり電化工事の資金繰りが困難になったこと、さらに燃料事情が好転、石油類の安定供給並びに気動車の普及に伴い、非電化路線の電化事例は1954年（昭和29年）の三岐鉄道を最後に、約20社程度に留まった。
日本国有鉄道（国鉄）でも組織内部のみならず参画院方面からも鉄道電化が要望されることとなり、十河信二が国鉄総裁の時、3,000kmの順次電化計画のため電化委員会が設けられ、蒸気運転の状態において電気と蒸気の経済比較の結果、直流1,500Vでも十分電化運転が有利で、交流なら（地上設備を減らせるので）なお有利となった。1950年代以降、多くの路線が電化されていき、東海道本線については1956年（昭和31年）11月19日、米原駅 - 京都駅間を最後に、支線を除く全線電化が完了した。これを記念し、1964年（昭和39年）に鉄道電化協会がこの日（11月19日）を「鉄道電化の日」に制定した（→日本の鉄道史・1956年11月19日国鉄ダイヤ改正も参照）。
また、直流饋電は多くの地上設備が必要でありコスト高となるため、電化が遅れていた東北、北陸、九州、北海道の電化を今後進めることも見越して、1954年（昭和29年）から仙山線で商用周波数による交流電化の試験が開始され、1957年には同じく交流電化試験を行った北陸本線と共に、仙台 - 作並間 (50 Hz) と、田村 - 敦賀間 (60 Hz) での営業運転が始まるなど実用化され、その後北海道・関東の太平洋側と東北・北陸（新潟周辺除外）・九州等に広がった。戦後の電化は東海道本線を皮切りに、山陰地方を除く本州と九州で進められて行ったが、一方で北海道と四国の電化区間は短区間に留まった。特に四国では国鉄時代は国鉄分割民営化直前に本四備讃線開業に合わせて香川県内の一部区間で実施されたに過ぎない。
分割民営化後も引き続き電化区間の延長が実施されているが、内燃動車の性能向上及びハイブリッド気動車や電気式気動車の発達で必ずしも電化の必要はなくなっているほか、蓄電池電車のバッテリー大容量化による航続距離伸展のため駅構内のみ電化されるケースも起きている。2018年現在、JRの在来線は北海道、東北、北陸、九州を中心に交流2万V（海峡線は交流2万5千V）饋電が行われているほかは直流1500V饋電、新幹線は全て交流2万5千Vである。

#### 旅客線の電化
輸送量の多い都市圏では電化進捗率が高く、都府県単位では既に全旅客線が電化された地域もある。しかし、電化工事には変電所の増設や架線設備の設置をはじめ、歴史が古く建築限界が小さい区間ではトンネル改修を要する等多額の費用が掛かる。そのため国鉄では、大都市近郊や都市間路線でも非電化の路線が長らくそのままにされていた。特に並走する私鉄がある区間では近距離輸送でも積極的な競争を行わないため、比較すると旧態依然としていたほか、電化した路線でも特急列車以外は内燃動車を継続して用いる例が見られる等、消極的な経営が批判されることもあった。もっとも、民営化と前後して大都市近郊の路線電化も少し行われた。
一方、閑散路線でも急勾配路線は高速化のため電化することがあった。しかし財政難等から北海道・四国の主要幹線や宗谷本線・高山本線などでは国鉄時代に工事が中止された。その後気動車の性能が電車並に向上し、電化するよりも新製気動車を購入する方が低廉となったため、これらの路線では非電化のまま路線の高速化工事を実施し、出力を強化した気動車を投入して近代化を進めている。また、沿線地方自治体が費用を負担した一部路線で、簡易方式による電化が行われた例もある。

#### 旅客線が完全電化
- 奈良県 - 1984年、関西本線・和歌山線を最後に全線電化。2006年の急行「かすが」廃止で定期気動車列車も消滅。ただし、主に天理教の祭事が行われる時は、気動車による団体臨時列車が多数運行される。
- 大阪府 - 1989年、片町線を最後に全線電化。ただし1973年に関西本線大阪府内区間が電化されたことで、片町線長尾から京都府境までの区間を除いて全線電化されていた。なお、非電化区間へ直通する特急列車（「はまかぜ」・「スーパーはくと」・「ひだ」）や、間合い運用で気動車を使用する特急列車（「らくラクびわこ」4号）があるため、府内を走行する定期気動車列車は存在する。
- 神奈川県 - 1991年、相模線を最後に全線電化。
- 東京都 - 1996年、八高線を最後に全線電化。
- 沖縄県 - 唯一の鉄軌道路線である沖縄都市モノレール線（軌道法準拠）は2003年の開通当初から電化されている。戦前に存在した沖縄県営鉄道等の非電化鉄道は沖縄戦で破壊されたまま事実上廃止となっている。それらの詳細は「沖縄県の鉄道」を参照。

#### 旅客線がほぼ電化
- 和歌山県 - 紀勢本線JR東海区間のうち新宮駅から三重県との県境に当たる熊野川橋梁までの区間および紀州鉄道線を除いた残りの線・区間は電化。
- 静岡県 - JR旅客鉄道路線は全線電化。非電化路線は天竜浜名湖鉄道天竜浜名湖線、大井川鐵道井川線（アプト区間のアプトいちしろ駅 - 長島ダム駅間を除く）のみ。このうち大井川鐵道井川線は2004年の名鉄三河線非電化区間廃止以降、中部地方で唯一残る非電化私鉄路線（第三セクター鉄道及びJR東海子会社のJR東海交通事業城北線を除く）となっている。
- 滋賀県 - JR旅客鉄道路線は全線電化。非電化路線は信楽高原鐵道信楽線のみ。一時期、全線電化の近江鉄道がレールバスを使用したことがあったが、電車運転に戻された。
- 石川県 - JR旅客鉄道路線は全線電化。非電化路線はのと鉄道七尾線のみ。
- 愛知県 - 2015年3月1日武豊線電化以降、JR旅客鉄道路線は全線電化。非電化路線はJR東海交通事業城北線のみ、軌道路線を含めても名古屋ガイドウェイバスガイドウェイバス志段味線の2路線のみ[注釈 32]。
- 福井県 - 非電化路線は越美北線のみ。
- 埼玉県 - 非電化路線は八高線高麗川駅以北の区間のみで、私鉄・その他JR線は電化。
- 群馬県 - 非電化路線は八高線倉賀野駅以南の区間およびわたらせ渓谷鐵道わたらせ渓谷線のみで、その他私鉄・JR線は電化。
- 栃木県 - 非電化路線は烏山線、わたらせ渓谷鐵道わたらせ渓谷線および真岡鐵道真岡線のみ。烏山線は全列車が蓄電池電車（EV-E301系）で運行されるため、JR路線では定期気動車列車が運行されていない。
- 山梨県 - 非電化路線は小海線のみ。
- 京都府 - 非電化路線は関西本線の三重県境から加茂駅までと、WILLER TRAINS（京都丹後鉄道）の宮舞線全線および宮豊線の天橋立駅から兵庫県境までのみ。

参考
- 宮城県 - 非電化路線は大船渡線、気仙沼線、石巻線、陸羽東線、東北本線支線（仙石線・東北本線接続線）のみで、他のJR線、公営鉄道、第三セクター鉄道は電化。仙台駅 - 石巻駅間を東北本線（交流電化） - 東北本線支線（非電化） - 仙石線（直流電化）の経路で運行する仙石東北ラインではハイブリッド気動車が使用されている。
- 千葉県 - 非電化路線は房総半島山間部を走る久留里線、小湊鉄道線およびいすみ鉄道いすみ線のみで、他JR線・私鉄・第三セクター鉄道は電化。
- 長野県 - 非電化路線は大糸線の南小谷駅から新潟県境までと小海線、飯山線のみで、他のJR線と私鉄・第三セクター鉄道は電化。
- 新潟県 - 非電化路線は大糸線、飯山線、只見線、磐越西線、米坂線のみで、他のJR線と第三セクター鉄道は電化。ただし電化区間のうち羽越本線とえちごトキめき鉄道日本海ひすいラインはいずれもデッドセクションが存在し、デッドセクションを跨ぐ旅客列車は交直流電車が使用される一部の列車を除いて気動車により運行されている。また新潟都市圏の電化区間においても気動車列車は日常的に運行されている。
- 富山県 - 私鉄と第三セクター鉄道線、北陸新幹線は電化されている。2015年3月15日の北陸新幹線開業に伴う並行在来線の分離により北陸本線があいの風とやま鉄道線に転換されたため、JR在来線から電化路線が消滅した。
- 三重県 - JR線の電化路線は関西本線の亀山以東の区間と草津線のみ。近畿日本鉄道等の私鉄は電化されている。県庁所在地の津市にはJR電化路線がなく（第三セクター伊勢鉄道伊勢線も非電化）、JR電車が走らない。
- 広島県 - 非電化路線は福塩線の府中以西、芸備線、木次線、井原鉄道井原線のみで、その他私鉄・JR線は電化。広島県の備北地域は電化路線がないため、電車列車は存在しない。
- 香川県 - 非電化路線は土讃線の琴平駅以南と高徳線のみで、私鉄線やその他JR線は電化。1987年に予讃本線（当時）の高松駅から坂出駅間、多度津駅から観音寺駅間が電化されるまでは県内の国鉄線に電化路線が存在しなかった。
- 愛媛県 - 非電化路線は予讃線の伊予市駅以南、内子線、予土線のみで、私鉄線やその他JR線は電化。1990年に予讃線の伊予北条駅から伊予市駅間が電化されるまでは県内のJR線に電化路線が存在しなかった。
- 福岡県 - 非電化路線は筑豊本線の若松駅 - 折尾駅間（若松線）および桂川駅 - 原田駅間（原田線）、香椎線、日田彦山線、後藤寺線、久大本線、第三セクター鉄道のみで、その他のJR線、私鉄、公営鉄道は電化。全線が電化済の鹿児島本線や日豊本線では一部区間で近隣の非電化区間に乗り入れる気動車が日常的に運行されている一方で、非電化の若松線や香椎線では蓄電池電車が運行されるなど、電化の有無を問わず路線により様々な状況がみられる。
- 佐賀県 - 非電化路線は長崎本線の肥前浜駅から長崎県境、唐津線の久保田駅から唐津駅、筑肥線の山本駅から伊万里駅、第三セクター鉄道のみで、その他のJR線は電化。西九州新幹線以外の電化路線では全て博多駅に直通する電車列車が運行されている。

#### 旅客線がほぼ非電化
- 島根県 - 電化路線は山陰本線の西出雲駅（後藤総合車両所出雲支所）以東の区間、一畑電車のみで、その他JR線は非電化。
- 鳥取県 - 電化路線は伯備線、山陰本線伯耆大山駅以西の区間、境線の米子駅 - 後藤駅[注釈 33]間のみで、私鉄、その他JR線は非電化。日ノ丸自動車法勝寺電鉄線が廃線になった1967年から伯備線電化の1982年の間は、電化路線が存在しなかった。なお、鳥取市内の路線が電化されていないため、鳥取市は徳島市と並んで電車が自走しない県庁所在地である。
- 高知県 - JR旅客鉄道路線は全線非電化。電化路線はとさでん交通のみ。現存する電化線は軌道法準拠の路線（＝路面電車）のみであるが、過去も含めば地方鉄道法準拠の電化路線である土佐電気鉄道安芸線が存在した。

参考
- 宮崎県 - 幹線級の日豊本線と日南線・宮崎空港線の南宮崎駅 - 宮崎空港駅間電化が完了しているが、1974年の日豊本線南宮崎電化まで電化路線が一切存在しなかった。沖縄県には戦前に電車が存在し、徳島県に未だ電化路線がないため、電車が走ったのは全国で46番目と最も遅かった。なお、かつて存在した宮崎交通線では旅客列車では珍しい蓄電池機関車・電車を使用しており、電化以前に着脱式の蓄電池電気車による旅客列車を走らせた点は特筆される。
- 大分県 - 電化路線は日豊本線のみ。
- 長崎県 - 電化路線は西九州新幹線、佐世保線、大村線早岐駅 - ハウステンボス駅間、長崎電気軌道のみ。2022年9月に西九州新幹線が暫定開業したことに伴い長崎本線の県内区間の電化が廃止されたため、在来線の電化率が大幅に低下した。電化区間でも日中の列車を中心に気動車は多く使われている。県庁所在地長崎市には在来線電車が走らない。
- 北海道 - 道全体ではほとんどの鉄道路線が電化されておらず、電化区間は札幌都市圏から小樽・旭川・室蘭市といった隣接都市圏や、新千歳空港を結ぶ路線といった札幌電化圏、函館本線の函館駅から新函館北斗駅までの区間や、道南いさりび鉄道線といった函館電化圏、公営鉄道でも札幌市営地下鉄・札幌市電・函館市電といったごく一部の路線網に偏っているだけである（JR北海道に関しては、北海道新幹線、千歳線、海峡線、札沼線〈学園都市線〉のみが全区間電化）。JRの電化区間でも非電化区間へ直通する気動車列車や電化区間のみで完結する気動車列車は日常的に運行されている。
- 岩手県 - 電化路線は東北新幹線、東北本線、田沢湖線、いわて銀河鉄道線のみ。県全体で見ても鉄道電化比率が低く、三陸地区は電化路線がないため、電車列車は存在しない。
- 秋田県 - 電化路線は院内駅以北の奥羽本線、羽越本線、田沢湖線のみで、私鉄、その他JR線は非電化。
- 山形県 - 電化路線は新庄駅以南の奥羽本線、羽越本線、仙山線のみで、私鉄、その他JR線は非電化。羽越本線も酒田駅以南の普通列車は鶴岡駅 - 酒田駅間の日中の1往復を除きすべて気動車によって運行されている。
- 茨城県 - 電化路線は水郡線以外のJR線と首都圏新都市鉄道つくばエクスプレスのみで、水郡線、鹿島臨海鉄道大洗鹿島線、私鉄は非電化。石岡市柿岡にある気象庁地磁気観測所での地磁気観測への影響を回避するため、電化区間は大半が交流電化となっており、関東地方の多くの都県で広く採用されている直流電化は、観測所から十分に離れた県境付近の一部の区間に限られている。電化が行えない私鉄などは非電化での運行を余儀なくされている。
- 岐阜県 - 電化路線は東海道新幹線、東海道本線（支線含む）、中央本線、私鉄のみで、その他JR線や第三セクター鉄道は非電化。電化路線は愛知県や三重県と接する県南部に集中しており、県内完結路線や飛騨地方に至る路線の大半が非電化となっているため、鉄道電化比率が低い。
- 岡山県 - 電化路線は山陽新幹線、山陽本線、赤穂線、伯備線、宇野線、本四備讃線と岡山電気軌道の路面電車のみで、その他JR線や私鉄は非電化。岡山県北部は1982年に伯備線が電化するまでは電化路線がなかった。
- 山口県 - 電化路線は山陽新幹線、山陽本線、宇部線、小野田線のみで、私鉄、その他JR線は非電化。山口県北部は電化路線がないため、電車列車は存在しない。

#### 旅客線が非電化
- 徳島県 - 索道以外の鉄道線には電化区間がなく、全国で唯一電車が自走したことがない。なお、過去にも一切電化された路線が存在しないため[注釈 34]、歴史的に見ても電車が自走したことのない唯一の県である[注釈 35]。

#### 電化・非電化区間が混在する路線
旅客需要差から、一部区間のみが電化された路線もある。この殆どは運転系統が分断されるため、別路線のようになっている（交流・直流のデッドセクションを挟む場合も同様）が、大井川鐵道井川線のように一部の急勾配区間用に電化している場合は電化区間で補機が付くのみで非電化用車両で全線を走破する運行をしているケースもある。
電化・非電化が混在する路線の中には、可部線や札沼線のように電化区間を残して非電化区間のみが廃止された例もある。江差線も海峡線と一体化している電化区間を残して非電化区間のみが廃止された。
以下に電化区間を記す。太字になっている駅は電化・非電化の境界となっているものである。なお、入出庫用に電化された区間は除く。
- JR
  - 函館本線 函館 - 七飯 - 新函館北斗、小樽 - 旭川。後者の電化区間は千歳線・札沼線と一体化。前者の電化区間のうち函館 - 五稜郭間はかつては江差線・海峡線と一体化していた。[注釈 37]
  - 室蘭本線 室蘭 - 東室蘭 - 沼ノ端。電化区間は千歳線と一体化。[注釈 38]
  - 津軽線 青森 - 中小国。運行系統は蟹田で分断。電化区間はかつては海峡線と一体化していた。
  - 奥羽本線 福島 - 新庄、院内 - 青森。電化区間分断後、前者の電化区間は東北新幹線(山形新幹線として直通運転）、東北本線、仙山線と一体化。後者の電化区間は日本海縦貫線（羽越本線などと直通運転)、田沢湖線(秋田新幹線として直通運転)と一体化。
  - 磐越西線 郡山 - 会津若松。
  - 八高線 八王子 - 高麗川。電化区間は川越線西部と一体化。
  - 大糸線 松本 - 南小谷。電化区間は中央本線・篠ノ井線と一部直通運転もあり。南小谷はJR東日本とJR西日本の境界駅。
  - 関西本線 名古屋 - 亀山、加茂 - JR難波。亀山はJR東海とJR西日本の境界駅。後者の電化区間は大阪環状線と一体化。
  - 紀勢本線 新宮 - 和歌山市。電化区間は阪和線と一体化。新宮はJR東海とJR西日本の境界駅。
  - 山陰本線 京都 - 城崎温泉、伯耆大山 - 西出雲。前者の電化区間は、舞鶴線、福知山線、京都丹後鉄道宮福線と一体化。後者の電化区間は伯備線と一体化[注釈 39]。
  - 播但線 姫路 - 寺前。
  - 福塩線 福山 - 府中。
  - 予讃線 高松 - 伊予市。電化区間は本四備讃線と一体化。
  - 土讃線 多度津 - 琴平。電化区間は予讃線・本四備讃線と一体化。
  - 筑豊本線 折尾 - 桂川。電化区間は鹿児島本線・篠栗線と一体化し、これらの路線を通して福北ゆたか線という愛称を持つ。
  - 豊肥本線 熊本 - 肥後大津。電化区間は鹿児島本線と一体化[注釈 40]。
  - 長崎本線 鳥栖 - 肥前浜。肥前浜-長崎の完全非電化後、残存電化区間は鹿児島本線、佐世保線と一体化。
  - 大村線 早岐 - ハウステンボス。電化区間は佐世保線と一体化。
  - 筑肥線 姪浜 - 唐津。電化区間は福岡市地下鉄空港線・唐津線と一体化。電化時の路線変更により分断、唐津 - 山本は唐津線に。
  - 唐津線 唐津 - 西唐津。電化区間は筑肥線と一体化。
  - 日南線 南宮崎 - 田吉。電化区間は日豊本線・宮崎空港線と一体化。
- 私鉄・第三セクター
  - 会津鉄道会津線 会津田島 - 会津高原尾瀬口。電化区間は東武日光線、鬼怒川線・野岩鉄道会津鬼怒川線と一体化。
  - 大井川鐵道井川線 アプトいちしろ - 長島ダム。電化区間はアプト式による運転。
  - 京都丹後鉄道宮豊線 宮津 - 天橋立。電化区間は山陰本線（京都 - 福知山）・宮福線と一体化。[注釈 41]

## 電化設備の撤去
電化は初期投資を要するが、輸送量の大きい路線では輸送単位当たりの維持費用は一般に低い。このため、一度電化が行われた路線の電化設備が撤去されることはまれであるが、電化当初に見込んでいた利用がなくなった路線など、気動車等の発展によって電化が必ずしも経済的に有利でないケースが生じることがある。
また、急勾配や長大トンネルでの蒸気機関車の煙対策のために電化していた路線の場合、強力なディーゼルエンジンと換気装置が登場することで代替されることがあり、アメリカのグレート・ノーザン鉄道（現・BNSF鉄道）が建設したカスケード山脈越えの路線（カスケードトンネル）は蒸気機関車時代に電化されていたが、このような理由からディーゼル化が行われている。
このほかには、アメリカ等のインターアーバンが貨物鉄道に転換された際、電車による頻発運転の旅客列車消滅により電化が不要になり、電化設備が撤去された事例も多い。
また、上記の理由以外で設備が撤去された例としては、運用される電気機関車を含めた従来からの直流電化設備全般の老朽化による設備更新を行わずに、高性能のディーゼル機関車へ置換えるといったものが挙げられる。例えば、ブラジルサンパウロ州には急勾配区間と近郊鉄道が運行される区間を除いたほぼ全電化区間の電気設備が撤去され、再び非電化となった路線が複数存在するほか、同様の例はチリのサンティアゴ - バルパライソの郊外間や、コンセプシオン郊外 - テムコ間等にも存在する。
緊急的な電化解除（意図的に行ったもの）では第一次世界大戦時のドイツで資源不足になり、電化鉄道の架線を撤去して銅を使用した結果、電気機関車が走れなくなったというケースもある。

### 日本での事例
日本での事例としては、以下の路線で経費節減のために電車・電気機関車を気動車に置き換えた事例がある。

#### 電化施設を撤去・使用中止した路線
下記の路線は電化施設を撤去または使用中止し、電車・電気機関車運行を中止した路線である。ほとんどは元々不採算路線だったため、大半はのちに廃線となっている。
★印は2024年10月時点で現存する路線。
- 池田鉄道 - 1936年に気動車・ディーゼル機関車を新規に導入し内燃化。1938年6月6日廃止。
- 千歳線 - 1957年10月1日の定山渓鉄道旅客列車苗穂乗入廃止に伴い、苗穂 - 東札幌間直流電化設備を撤去。1973年9月9日に当該区間は新線切替で廃止。1980年10月1日に千歳線自体は交流20,000 Vで再電化。
- 小坂製錬小坂線 - 1962年10月1日から改軌と同時に内燃化。2009年4月1日廃止。
- 玉野市営電気鉄道 - 1964年12月24日に気動車を譲り受け内燃化。1972年4月1日廃止。
- 茨城交通茨城線 - 1965年4月25日、水浜線、上水戸 - 水戸駅前間営業廃止（6月11日）を控え、赤塚 - 大学前間電車運転を廃止。1971年2月11日廃止。
- 羽後交通雄勝線 - 1971年7月26日、同社横荘線廃止で捻出された気動車で内燃化。1973年4月1日廃止。
- ★福塩線（府中駅 - 下川辺駅間） - 1962年4月1日から。非電化区間の列車の全面気動車化の流れに伴い不要となったため撤去。
- 名鉄八百津線 - 1984年9月23日から気動車を新規に導入し内燃化。2001年10月1日廃止。
- 名鉄三河線（猿投駅 - 西中金駅間、碧南駅 - 吉良吉田駅間） - 猿投以北は1985年3月14日から、碧南以南は1990年7月1日から。両区間とも2004年4月1日廃止。
- くりはら田園鉄道線 - 1995年4月1日から。第3セクター化と同時に気動車を新規に導入し、内燃化した。2007年4月1日廃止。
- ★長崎本線（肥前浜駅 - 長崎駅間（市布経由）） - 2022年9月23日から。西九州新幹線の一部開業で肥前浜 - 諫早の線路施設管理が第三セクターに移行するのに伴い、管理コスト削減の観点から非電化に変更。諫早 - 長崎間も前区間の非電化化に伴い孤立状態になるため併せて非電化化[注釈 42]。
- ★磐越西線（会津若松駅 - 喜多方駅間） - 2024年5月17日から[38]。ただし、2022年3月のダイヤ改正で電車による定期列車は消滅、臨時列車についても2023年12月の「フルーティアふくしま」の運行終了によって消滅していた。
- ★奥羽本線（新庄駅 - 院内駅間） - 2025年4月25日から。同区間は2024年7月の災害で不通となっていたが、早期復旧につながるとして、復旧にあわせて電化設備を順次撤去することになった[39]。

#### 普通列車を気動車で運行する路線
下記の路線は電化設備を有し、特急・貨物列車は電車・電気機関車牽引で運行されるが、普通列車は全列車気動車で運行される（または過去に運行されていた）路線である。必ずしも経費節減が目的ではないことに留意されたい。
交流電化に対応した旅客電車は2両編成以上のものしか存在しないため、1両でも運転できるように気動車を導入している場合がある。
電化路線における気動車列車は架線下DC（DC＝ディーゼルカー）とも呼ばれる。
●印は2025年3月時点で実施中の路線。
- 湖西線（近江今津駅 - 近江塩津駅間） - 1974年7月20日の開業時より全線電化されているが、永原駅 - 近江塩津駅間には交直流切替デッドセクションが存在したため、普通列車については電車化されず気動車が使用された。1991年9月14日に北陸本線の米原駅 - 長浜駅間が直流化されるのと同時に、湖西線の普通列車も交直流電車による運行に移行した。
- ●鹿島線（鹿島神宮駅 - 鹿島サッカースタジアム駅間） - 貨物営業のみの区間として1974年10月26日に電化。その後鹿島臨海鉄道との旅客列車の直通運転が開始されたが、境界駅の北鹿島駅→鹿島サッカースタジアム駅は通常旅客列車が全て通過することに加え、鹿島臨港線（1983年旅客営業廃止）・大洗鹿島線とも非電化路線であり、この区間では鹿島臨海鉄道の気動車が鹿島神宮駅まで直通する形態がとられている。
- 田沢湖線 - 1982年11月15日に電化されたが、特急「たざわ」が電車で運行されるのみで、普通列車は引き続き気動車が使用された。1997年3月22日に秋田新幹線の運行に伴う改軌で、普通列車も電車列車に統一された。
- ●江差線→道南いさりび鉄道線（五稜郭駅 - 木古内駅間） - 1988年3月13日の海峡線開業と同時に電化され、当初は電気機関車牽引の客車列車である快速「海峡」が運行されていたが、2002年12月1日に特急「白鳥」「スーパー白鳥」へ格上げされて廃止となった。それ以降、普通列車は電車化されず気動車で運行されており、2016年3月26日の道南いさりび鉄道への転換以降も同様となっている。この区間にはデッドセクションは存在しないものの、木古内駅の函館方にき電区分セクションがあり電圧が変化する。
- ●津軽線（蟹田駅 - 中小国駅間） - 江差線同様、海峡線開業と同時に電化されたが、中小国駅は海峡線の全列車が通過する。海峡線が分岐する新中小国信号場以北は引き続き非電化のため、蟹田駅以北の普通列車は気動車でのみ運行されている。
- ●七尾線（七尾駅 - 和倉温泉駅） - 1991年に電化され、JR西日本とのと鉄道の共用区間となったが、七尾以北ではJR西日本は特急列車のみ運行しており、羽咋駅方面からの普通列車は全て七尾止まりとなっている。一方、のと鉄道は気動車のみを保有しているため、この区間の普通列車は気動車で運行されている。
- ●大村線（早岐駅 - ハウステンボス駅間） - 1992年3月にこの区間のみ電化され、特急「ハウステンボス」が電車で運行されるようになったが、普通・快速列車は非電化区間へ直通するため従来通り気動車で運行されている。ただし2017年11月30日までは臨時列車「ハウステンボスリレー号」が気動車のほかに電車でも運行されていた。
- ●羽越本線（村上駅 - 鶴岡駅間） - 電気機関車牽引の客車列車が運行されていたが、1993年に村上駅 - 酒田駅間の全ての普通列車が気動車化された。のちに鶴岡以北で1往復のみ電車による普通列車が設定されたものの、鶴岡以南では引き続き気動車のみの運行となっている。村上駅 - 間島駅間には交直流切替デッドセクションが存在する[41]。
- ●肥薩おれんじ鉄道線 - 2004年3月13日の肥薩おれんじ鉄道への転換以降、定期旅客列車はすべてHSOR-100形気動車による運行となっている。
- 日豊本線（佐伯駅 - 延岡駅間） - 2009年10月1日から一時全ての普通列車が気動車による運行となっていたが、2018年3月17日から電車による運行に変更。
- 仙石線（陸前小野駅 - 石巻駅間） - 電化区間であったが、2011年3月11日の東日本大震災によって電化設備が損壊し、同年7月から暫定的にキハ110系気動車で運行していた。2015年5月30日の全線復旧により、電車による運行が復活した。なお、同区間を走行する仙石東北ラインは松島駅構内の仙石線と東北本線の渡り線部が非電化のため、HB-E210系気動車での運行となっている。
- ●えちごトキめき鉄道日本海ひすいライン（糸魚川駅 - 直江津駅間） - 2015年3月14日にえちごトキめき鉄道へ経営分離されて以来、この区間の普通列車は気動車による運行となっており、2017年3月4日のダイヤ改正では唯一電車で運行されていた快速列車が廃止となったため、定期旅客列車は気動車に統一された。なお、糸魚川以西についてもあいの風とやま鉄道の電車による列車が1往復設定されているのみで、自社の電車による定期列車は運行されていない。えちご押上ひすい海岸駅 - 梶屋敷駅間には交直流切替デッドセクションが存在する[41]。
- 野岩鉄道会津鬼怒川線（上三依塩原温泉口駅 - 会津高原尾瀬口駅間） - 2015年9月10日に発生した大雨で被災し、同年9月19日に運転再開したが、東京電力の送電鉄塔傾斜による停電のため、暫定的に会津鉄道から気動車が乗り入れていた[42]。同年12月11日より全線で電車運転が復活した。
- 会津鉄道会津線（会津田島駅 - 会津高原尾瀬口駅間） - 2022年3月12日のダイヤ改正で、この区間における電車の定期列車は特急「リバティ会津」のみとなり、普通・快速列車は全て気動車による運行となった。2025年3月15日のダイヤ改正で野岩鉄道から乗り入れる電車運転の区間快速が再度設定された。

#### 経費節減目的で一時的に気動車列車を運行した路線
下記の路線は、電化施設を存置しながらも、経費節減を目的に気動車列車と電車列車が混在していた路線である。
- 東京横浜電鉄 - 変電所増設費用を抑える目的で、1936年からの一時期キハ1形気動車が従来の電車とともに運用されていたが、後の日中戦争等に伴う燃料統制によって運用は短期間で終了。
- 近江鉄道本線（八日市駅 - 貴生川駅間） - 1986年にLE10形気動車を導入し、大半の電車列車を置換えたが、1日1往復は電車列車が設定されていた。1996年に気動車使用を中止し、再び全面電車化。
- 富山港線 - JR時代末期の2001年から2006年まで日中の列車をキハ120形気動車で運行していた。富山ライトレールへの移行で廃止され、全面電車化。